# Juan Lindo
Juan Lindo (Tegucigalpa, Honduras, 16 mai 1790 – Gracias, Honduras, 23 avril 1857) est un homme d'État hondurien, qui est président de la République du Salvador (1841-1842) et du Honduras (1847-1852).

## Biographie
Il nait au sein d’une famille de propriétaires terriens. En 1814, il obtient sa licence de droit à l’université de San Carlos de Guatemala. Après l’indépendance des pays d’Amérique du Sud, il devient intendant de la province de Comayagua (1821). À l’époque où il existe un débat sur l’avenir des provinces unies d’Amériques Centrale, Juan Lindo est partisan de leurs rattachements à l’empire mexicain de Agustin de Iturbide.
Lindo est élu député à l’assemblée législative du Honduras en 1826. En 1827, il soutient le conservateur José Justo Milla qui renverse Le chef de l’état du Honduras : Dionisio de Herrera. Il est député à l’Assemblée Constituante convoquée en juin 1838 où il représente les intérêts du parti conservateur. Pendant son mandat, il encourage la séparation du Honduras de la Fédération, en octobre 1838.
En 1840, il voyage au Salvador, où avec l’appui du général Francisco Malespin, il est nommé secrétaire d’état, d’octobre 1840 à janvier 1841, puis élu chef provisoire du pays du 7 janvier au 20 juin 1841. Le 28 juin de la même année, il est élu premier président du Salvador jusqu’au 1er février 1842. Durant son mandat, il sépare formellement le Salvador de la fédération et émet un décret de fondation de l’université nationale.
En 1842, il retourne au Honduras, dans la province de Comayagua. Le 12 février 1847, il est élu président du Honduras, charge qu’il exerce jusqu’au 4 février 1848. Il profite de cette année de mandat pour créer l’université d’état du Honduras. Il promulgue une nouvelle constitution, qui établit un mandat présidentiel de 4 ans. En accord avec la nouvelle constitution, Lindo est réélu pour un nouveau mandat, jusqu’au 1er février 1852.
Pendant ce second mandat, Lindo signe une alliance avec le président salvadorien Doroteo Vasconcelos afin de déclarer la guerre au président du Guatemala, présidé par Rafael Carrera, ce dernier refusant le projet du second de réunir ces pays au sein d’une union des pays d’Amérique Centrale. Les troupes alliées envahissent le territoire guatémaltèque mais sont repoussées lors de la bataille de la Arada, le 2 février 1851. Son mandat terminé, il se retire de la politique et s’établit à Gracias, dans la province de Lempira où il meurt.